# Garzón y Collazos
Garzón y Collazos fue un dúo musical creado en Ibagué, Colombia, en 1938 por Darío Garzón y Eduardo Collazos. El grupo destacó por canciones como "Soy colombiano", "Soy tolimense" y "Bunde tolimense".

## Historia
A mediados de la década de 1930, Darío Garzón formaba parte del grupo musical Los cuatro alegres muchachos de Ibagué. En 1937, cuando uno de los guitarristas se fue de la agrupación, Eduardo Collazos se unió como reemplazo. Tras la disolución del grupo a finales de 1938, y debido a la afinidad musical que compartían, Garzón y Collazos decidieron formar un dúo en el que tocarían la guitarra y el tiple, respectivamente.
En 1950 se trasladaron a Bogotá, donde trabajaron con la empresa discográfica Sonolux. También grabaron con las compañías Lyra, Vergara y Codiscos, conformando una discografía que abarcó 216 canciones. El dúo exploró diferentes géneros tradicionales de la música colombiana, como el pasillo, el bambuco, la guabina, el bunde, el torbellino, el rajaleña y el vals. Su repertorio incluyó versiones de temas compuestos por José A. Morales, Jorge Villamil, Luis Dueñas Perilla, Rafael Godoy, Adolfo Lara, Pedro J. Ramos, Anselmo Durán, Luis Carlos González, Alberto Urdaneta y Leonor Buenaventura de Valencia. También trabajaron con canciones de compositores extranjeros, como Enrique del Fino, Mabel Wayne, Guty Cárdenas, Alfonso Esparza Oteo, Ramón Carrasco y Rafael Barros.
Hicieron giras en Colombia y en otros países, como Cuba, México, Puerto Rico, Honduras, Ecuador, Venezuela, Argentina, Brasil y Chile. También se presentaron en Estados Unidos, llegando a tocar en la sala de conciertos Carnegie Hall. Debido a su popularidad recibieron el apodo de "Príncipes de la canción colombiana".
El grupo finalizó el 23 de noviembre de 1977 tras la muerte de Eduardo Collazos. Darío Garzón falleció el 23 de marzo de 1986. Ambos están sepultados juntos en el cementerio San Bonifacio de Ibagué.

## Homenajes
En 1983 fue inaugurada la concha acústica Garzón y Collazos en el Parque Centenario de Ibagué, en honor del dúo musical. Cada año, desde 1987, se celebra en la ciudad el Festival Nacional de Música Colombiana, creado en memoria de estos músicos.